# Pseudohandelia umbellifera
Pseudohandelia umbellifera là một loài thực vật có hoa trong họ Cúc. Loài này được (Boiss.) Tzvelev miêu tả khoa học đầu tiên năm 1961.